# Cratere Gaudí
Gaudí  è un cratere sulla superficie di Mercurio.